# Sequía en América del Norte de 1983-1985
Una sequía extrema que estuvo acompañada de varias olas de calor intensas en varias partes de los Estados Unidos y el sur de Canadá se desarrolló a mediados de la primavera de 1983 y se extendió hasta el otoño de 1985.

## Resumen
La sequía de Estados Unidos de 1983 puede haber comenzado en abril. La sequía involucró a numerosos estados en el Medio oeste y las Grandes Llanuras. Además, muchos estados experimentaron una ola de calor en los meses de verano, con temperaturas superiores a 100 grados Fahrenheit (37,8 °C) o más en varias áreas. Más tarde, en 1983 y los dos años siguientes, las condiciones secas comenzaron a afectar el centro-sur de Canadá también, particularmente Alberta, Manitoba y Saskatchewan. La sequía pudo haber sido causada por una La Niña de débil a moderada que pudo haberse desarrollado a mediados de la primavera de 1983.

## Estados del Medio Oeste
Casi todos los condados del estado de Indiana y muchos en Illinois recibieron una declaración de desastre por sequía debido a peligrosas olas de calor, junto con condiciones extremadamente secas. En Kentucky, la sequía de 1983 fue la segunda peor del siglo XX. Numerosos árboles y arbustos entraron en estado latente.

## Estados del noreste
Las condiciones secas también afectaron partes del Atlántico medio entre 1983 y 1985. La sequía, especialmente en 1983 - 1985, afectó Pensilvania, Maryland, Nueva Jersey, partes de Nueva Inglaterra y el este de Estado de Nueva York.

## Canadá
En partes del centro-sur de Canadá, entre la primavera de 1983 y principios del otoño de 1985, la sequía provocó cosechas deficientes, principalmente en Alberta, Manitoba y varias regiones de Saskatchewan. Aunque junio fue algo húmedo para estas áreas, julio fue casi exactamente lo contrario, al igual que agosto, Otoño y los dos años siguientes.

## Ola de calor relacionada
Las olas de calor excesivas afectaron a numerosas partes de los Estados Unidos desde la primavera de 1983 hasta mediados de otoño de 1985. Missouri, Illinois y Kentucky fueron golpeados por un calor intenso que mató a varios cientos de personas. El calor y la sequedad también atravesaron el sureste y el Atlántico medio, incluida la ciudad de Nueva York. Otros estados afectados fueron Nebraska, Iowa, Wisconsin, Minnesota y Kansas.